# Ланте, Марчелло
Марчелло Ланте (итал. Marcello Lante; 1561, Рим, Папская область — 19 апреля 1652, там же) — итальянский куриальный кардинал. Генеральный аудитор Апостольской Палаты с 1 января 1597 по 11 сентября 1606. Епископ Тоди с 18 декабря 1606 по 6 октября 1625. Камерленго Священной Коллегии кардиналов 13 января 1625 по 7 января 1626. Губернатор Веллетри с 1 июля 1641 по 19 апреля 1652. Вице-декан Священной Коллегии Кардиналов с 28 марта 1639 по 1 июля 1641. Декан Священной Коллегии Кардиналов с 1 июля 1641 по 19 апреля 1652. Кардинал-священник с 11 сентября 1606, с титулом церкви Санти-Кирико-э-Джулитта с 9 октября 1606 по 20 марта 1628. Кардинал-священник с титулом церкви Санта-Прасседе с 20 марта 1628 по 20 августа 1629. Кардинал-епископ Палестрины с 20 августа по 8 октября 1629. Кардинал-епископ Фраскати с 8 октября 1629 по 28 марта 1639. Кардинал-епископ Порто и Санта Руфина с 28 марта 1639 по 1 июля 1641. Кардинал-епископ Остии и Веллетри с 1 июля 1641 по 19 апреля 1652.